# Neocoelidia tuberculata
Neocoelidia tuberculata är en insektsart som beskrevs av Baker 1898. Neocoelidia tuberculata ingår i släktet Neocoelidia och familjen dvärgstritar. Inga underarter finns listade i Catalogue of Life.